# Jalandhara bandha
Jalandhara bandha (en sánscrito: जालंधर बंध, AITS: Jālandhara bandha) o llave de la garganta es una técnica en el yoga tradicional en donde se realiza un cierre energético en el chakra vishudda. Es considerado como uno de los mudras capaces de «destruir la vejez y eliminar la muerte» en el Hatha Yoga Pradipika del siglo XV.
De acuerdo a Satyananda Saraswati, el Jalandhara bandha es uno de los tres bandhas necesarios para la circulación de la energía kundalini. Los otros dos bandhas son Mula bandha y Uddiyana bandha. El gran sello, Maha bandha o Bandhatraya es la realización combinada de los tres bandhas mencionados.

## Etimología y origen
La palabra en sánscrito Jalandhara bandha puede traducirse como 'la llave que sostiene la red':
- Jalandhara (en sánscrito: जालंधर, AITS: Jālandhara), se compone de dos palabras:

Jalan (en sánscrito: जाल, AITS: Jālam), que significa 'red'
Dhara (en sánscrito: धर, AITS: Dhara), que significa 'que soporta o sostiene'
- Bandha (en sánscrito: बंध, AITS: Bandha), que significa 'enlace, vínculo, conector'[7] o 'cierre'[8][nota 1]

### Origen
De acuerdo al indólogo británico James Mallinson, en el Goraksaśataka —escrito alrededor del 1400 d. C.— se menciona que para ascender la energía kundalini es preciso retener la respiración y realizar tres mudras: jālandharabandha, uḍḍiyānabandha y mūlabandha,
En el libro del siglo XV Hatha Yoga Pradipika, uno de los libros más importantes sobre Hatha yoga, escrito por Svātmārāma en donde se lista jālandharabandha como uno de los diez mudras capaces de «destruir la vejez y eliminar la muerte» junto a mahāmudrā, mahābandha, mahāvedha, uḍḍiyānabandha, mūlabandha, khecarī, viparītakaraṇī, vajrolīmudrā y śakticālana.

## Descripción
Jalandhara bandha implica el cierre energético de la garganta presionando la barbilla firmemente contra el pecho. Se realiza después de la inhalación. De acuerdo a la tradición, ayuda en los problemas relacionadas con la garganta y mejora la calidad de la voz. El bandha no necesariamente implica el cierre del flujo de aire hacia los pulmones.
Los versos 70 al 73 del Haṭha Yoga Pradīpikā cuentan sobre el jālandharabandha:

atha jālandharabandhaḥ kaṇṭhamākuñcya hṛdaye sthāpayeccibukaṁ dṛḍham bandho jālandharākhyo'yaṁ jarāmṛtyuvināśakaḥ III.70

badhnāti hi sirājālamadhogāmi nabhojalam tato jālandharo bandhaḥ kaṇṭhaduḥkhaughanāśanaḥ III.71

jālandhare kṛte bandhe kaṇṭhasaṅkocalakṣaṇe na pīyūṣaṁ patatyagnau na ca vāyuḥ prakupyati III.72

kaṇṭhasaṅkocanenaiva dve nāḍyau stambhayeddṛḍham madhyacakramidaṁ jñeyaṁ ṣoḍaśādhārabandhanam III.73
III.70. Jālandharabandha: contraer la garganta y mantener la barbilla apretada contra el pecho (hueco del esternón); jālandharabandha destruye la vejez y la muerte.

III.71. Esta bandha se llama jālandhara porque contrae los nāḍīs y detiene el flujo descendente del néctar que baja desde soma a través de la cavidad en el paladar; elimina todas las afecciones de garganta.

III.72. Cuando se ejecuta jālandharabandha con la garganta contraída, el néctar no puede caer al fuego de la vida (maṇipūracakra), y prāṇa no resulta agitado (siguiendo un camino equivocado).

III.73. Cuando la garganta está firmemente contraída los dos nāḍīs (iḍā y piṅgalā) quedan como muertos; en la garganta se encuentra el cakra del medio, viśuddha, donde se unen firmemente los (nāḍīs que conectan los) dieciséis puntos vitales.
Hatha-yoga-pradípika III.70-73 por Svātmārāma.

## Usos en pranayama y mudras
Este bandha se utiliza en los siguientes pranayama y mudras:
- Mūrcchā o respiración extenuante (capítulo II, verso 69, Haṭha Yoga Pradīpikā): Al final de la inhalación (pūraka) se ejecuta jalandhara bandha y luego se va exhalando muy lentamente; «este kumbhaka reduce la actividad mental de forma muy agradable».[15]
- Mahāmudrā[2]
- Mahābandha o bandhatraya: es la realización combinada de jālandharabandha, uḍḍiyānabandha y mūlabandha.[11]
- Mahāvedha[2]